# Osttjärnbäcken
Osttjärnbäcken este o arie protejată (arie specială de conservare — SAC, sit de importanță comunitară — SCI) din Suedia întinsă pe o suprafață de 70,5 ha, integral pe uscat.

## Localizare
Centrul sitului Osttjärnbäcken este situat la coordonatele 64°12′46″N 19°36′55″E / 64.2129°N 19.6153°E.

## Înființare
Situl Osttjärnbäcken a fost declarat sit de importanță comunitară în decembrie 1998 pentru a proteja 1 specie de plante. Situl a fost protejat și ca arie specială de conservare în martie 2011.

## Biodiversitate
Situată în ecoregiunea boreală, aria protejată conține 6 habitate naturale: Izvoare fino-scandinave și mlaștini produse de izvoare bogate în minerale, Cursuri de apă de la nivel de câmpie la nivel montan, cu vegetație Ranunculion fluitantis și Callitricho-Batrachion, Mlaștini împădurite, Mlaștini turboase de tranziție și turbării mișcătoare, Taiga vestică, Păduri fino-scandinave bogate în ierburi cu Picea abies.
La baza desemnării sitului se află o specie protejată de  plante: Ranunculus lapponicus.